# Egil (mitología)
Egil es el nombre de un personaje mitológico de la tradición escandinava. Según Heimskringla del escaldo Snorri Sturluson, fue el encargado de cuidar las cabras de Thor mientras el dios visitaba al gigante Hymir. Egil es probablemente el padre de Þjálfi y Röskva, los sirvientes de Thor, según el poema Gylfaginning. En ambos poemas el dios, durante su viaje para visitar a los gigantes, para en la casa de un granjero o campesino. Allí comienza a cojear una de las cabras por un encantamiento de Loki, pero el acusado es Egil, que da a Thor a sus hijos en servicio como compensación.